# Łukasz Kwiatkowski (kolarz)
Łukasz Kwiatkowski (ur. 29 maja 1982 w Grudziądzu, zm. 25 listopada 2018) – polski kolarz torowy, mistrz Europy z 2002 roku, olimpijczyk z Aten i Pekinu. Należał do klubu ALKS Stal Grudziądz. Jego trenerami byli Adam Sieczkowski i Grzegorz Krejner.
W 2010 roku zakończył karierę. Zmarł 25 listopada i został pochowany na cmentarzu parafialnym w Grucie.

## Osiągnięcia
- MS Juniorów 2001 – srebro (sprint)
- ME 2001 – srebro (sprint drużynowy)
- ME 2001 – brązowy (sprint)
- ME 2002 – złoto (sprint)
- ME 2002 – srebro (sprint drużynowy)
- ME 2002 – brązowy (Keirin)
- ME 2003 – srebro (sprint)
- ME 2004 – srebro (sprint drużynowy)
- ME 2005 – złoto (sprint drużynowy)
- ME 2006 – 4. miejsce (Omnium sprinterskie)
- Letnie Igrzyska Olimpijskie 2004 – 7. miejsce Keirin i 9. miejsce Sprint drużynowy
- Letnie Igrzyska Olimpijskie 2008 – 15. miejsce Sprint klasyczny i 13. miejsce Sprint drużynowy